# Teresa Ann Savoy
Teresa Ann Savoy (Londres, 18 de julio de 1955-Milán, 9 de enero del 2017) fue una actriz británica que desempeñó la mayor parte de su carrera en Italia.

## Carrera
Tras darse a conocer en la revista Playmen en 1973, Savoy, que llevaba desde los 16 años viviendo en una comuna hippie en Sicilia, fue descubierta por el director Alberto Lattuada, descubridor de Federico Fellini y Silvana Mangano. Este le ofreció su primer papel en el filme Padre putativo con el que alcanzaría gran popularidad. Después rodó a las órdenes de Miklos Jancsó el polémico film Vicios privados, públicas virtudes y colaboró con el reputado director Tinto Brass en las películas Salón Kitty (1976) y Calígula (1979). En esta última tomó el papel de Drusila, que originalmente iba a ser interpretado por María Schneider, actriz que en última instancia rechazó la oferta ya que no quería rodar escenas de desnudo en ese momento.
En la década de 1980 realizó algunos papeles para televisión y apareció en películas como La disubbidienza (1981), Il ragazzo di Ebalus (1984), Innocenza (1986) y D'Annunzio (1987). Su última aparición en el cine se registró en el año 2000 en la cinta La fabbrica del vapore, la primera película digital realizada en Italia. Savoy falleció de cáncer el 9 de enero del 2017 en Milán, donde vivía con su esposo y sus dos hijos.
En 2021 el escritor español Martín Llade publicó la novela "Lo que nunca sabré de Teresa" en la que reconstruye la vida de esta actriz.

## Filmografía parcial
- Le farò da padre (1974) - Clotilde Spina
- Salón Kitty (1976) - Margherita
- Private Vices, Public Pleasures (1976) - Mary
- Caligula (1979) - Drusilla
- La disubbidienza (1981) - Edith
- The Tyrant's Heart (1981) - Katalin
- Il ragazzo di Ebalus (1984) - Terrorista
- D'Annunzio (1987) - Maria di Gallese
- La fabbrica del vapore (2000) - Magazziniera